# Newmiln (St Martins)

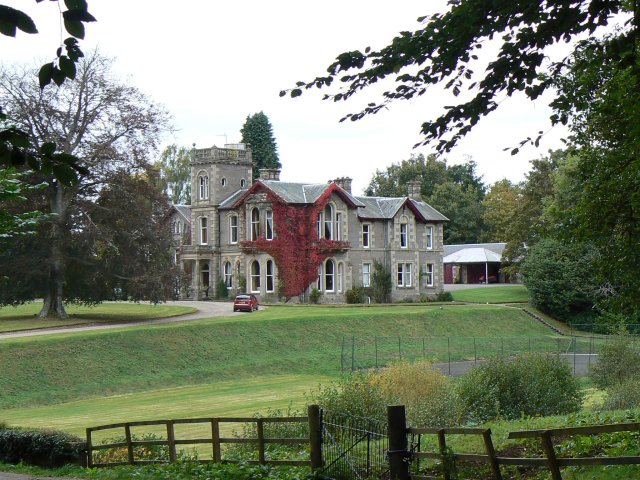
Das Newmiln House

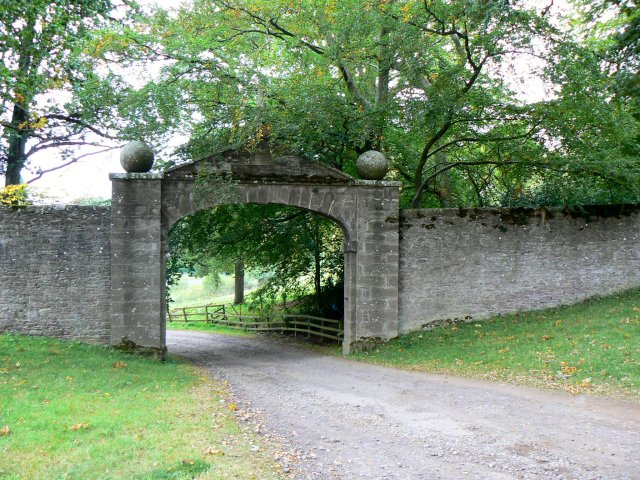
Das Newmiln Gateway

Newmiln ist eine Ortschaft, die im Norden von Schottland nördlich von Perth in der Council Area Perth and Kinross liegt. Im Rahmen der historischen Gliederung Schottlands in Civil Parishes zählt es zu St Martins, das zu Perthshire gehörte.

## Geographie
Newmiln liegt im Valley of Strathmore an einem kleinen Bach, dem St Martins Burn, der nach Westen in den Tay fließt. Die nächste größere Ortschaft ist das etwa 5 Kilometer im Süden gelegene New Scone. Kleinere Orte in der Nachbarschaft sind Guildtown im Norden und St Martins im Osten.

## Historisch Bedeutsames
Im Zentrum des Ortes steht das Newmiln House. Das in der Mitte des 19. Jahrhunderts errichtete Gebäude wurde 1981 als Listed Building der Kategorie B unter Denkmalschutz gestellt. Seine zugehörigen im Südwesten beziehungsweise Süden gelegenen Torzufahrten wurden zeitgleich in die Kategorie C eingestuft.